# Pemphis acidula
Pemphis acidula là một loài thực vật có hoa trong họ Lythraceae. Loài này được J.R. Forst. mô tả khoa học đầu tiên năm 1775.

## Hình ảnh

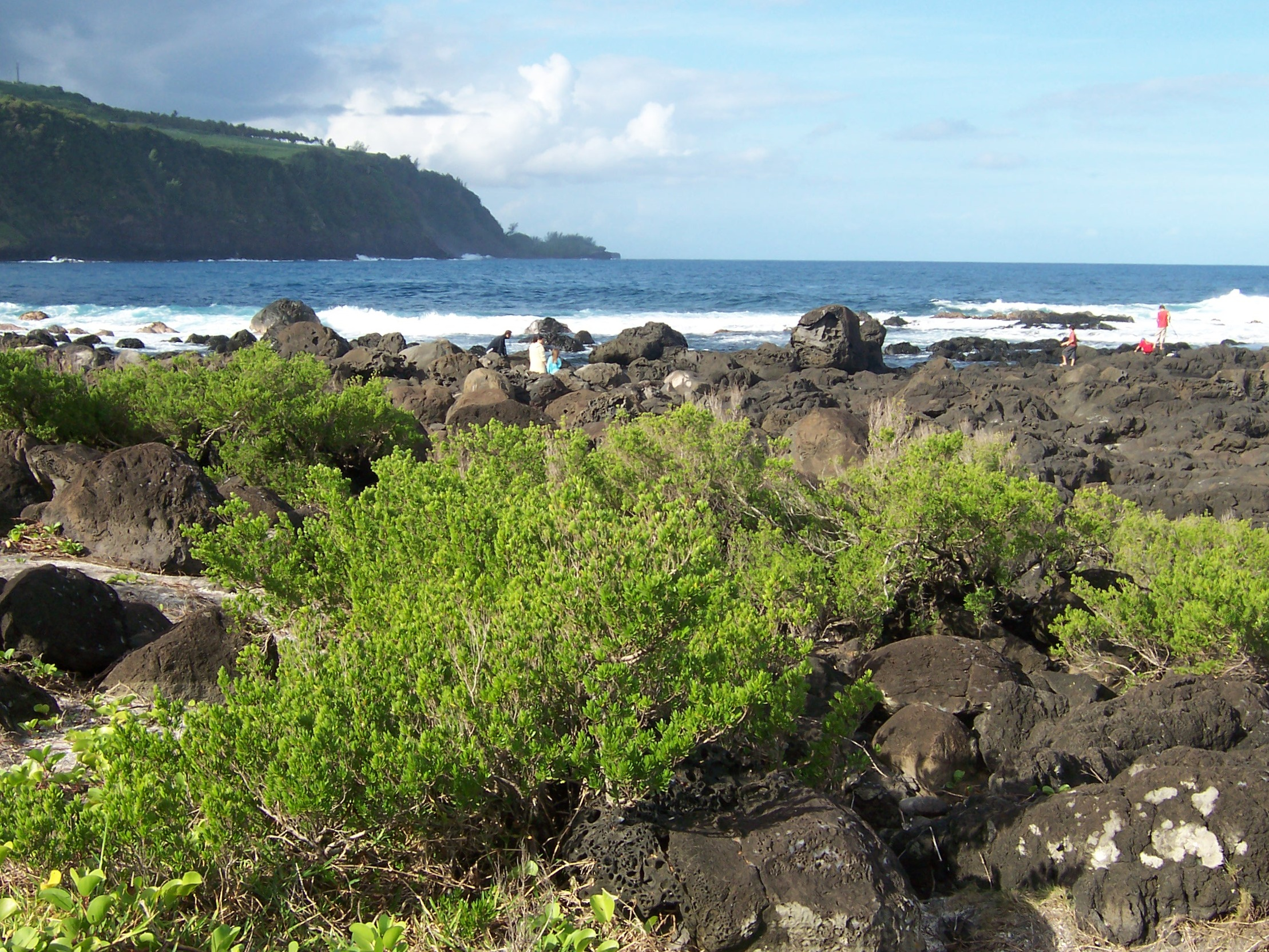
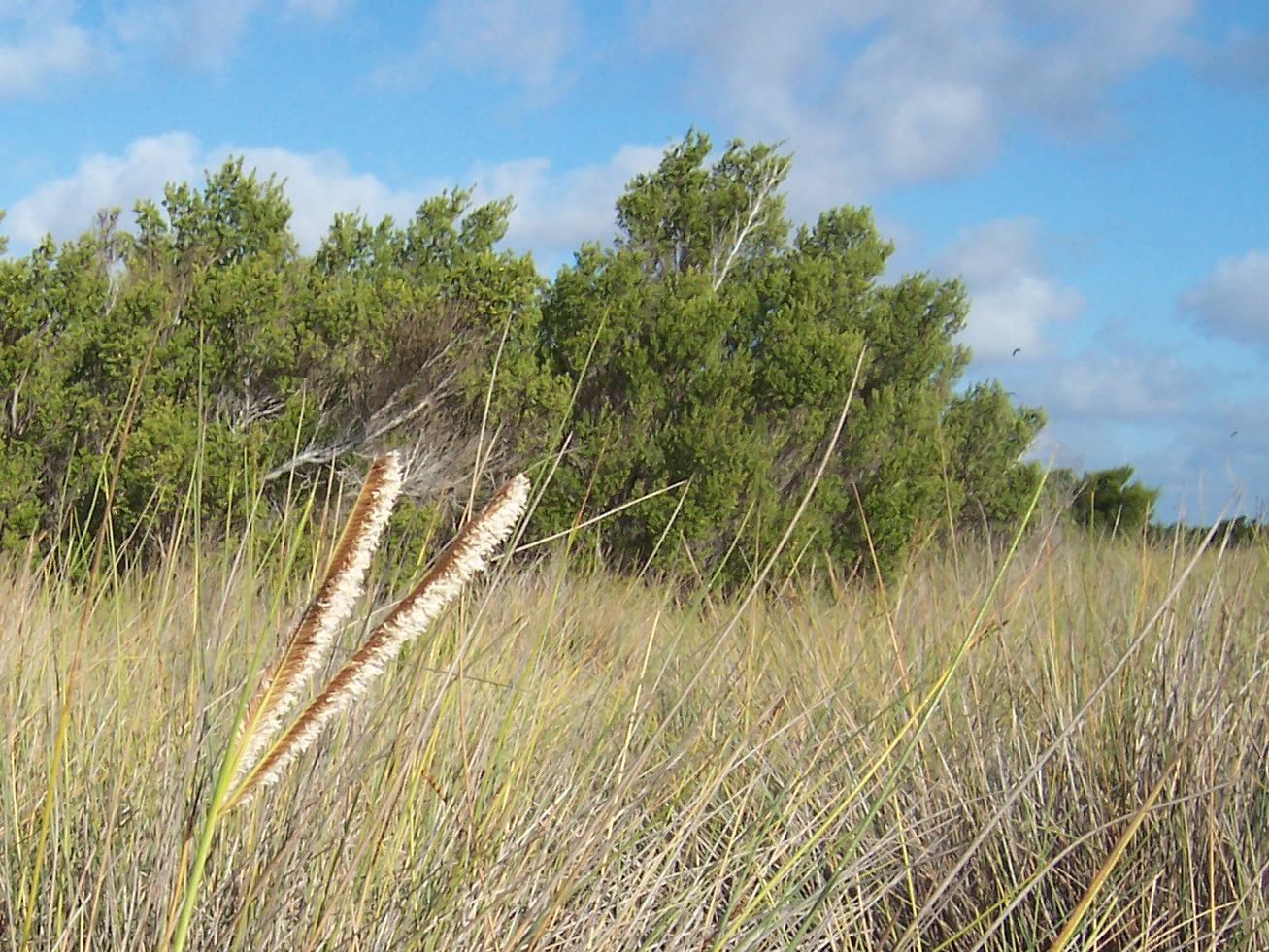
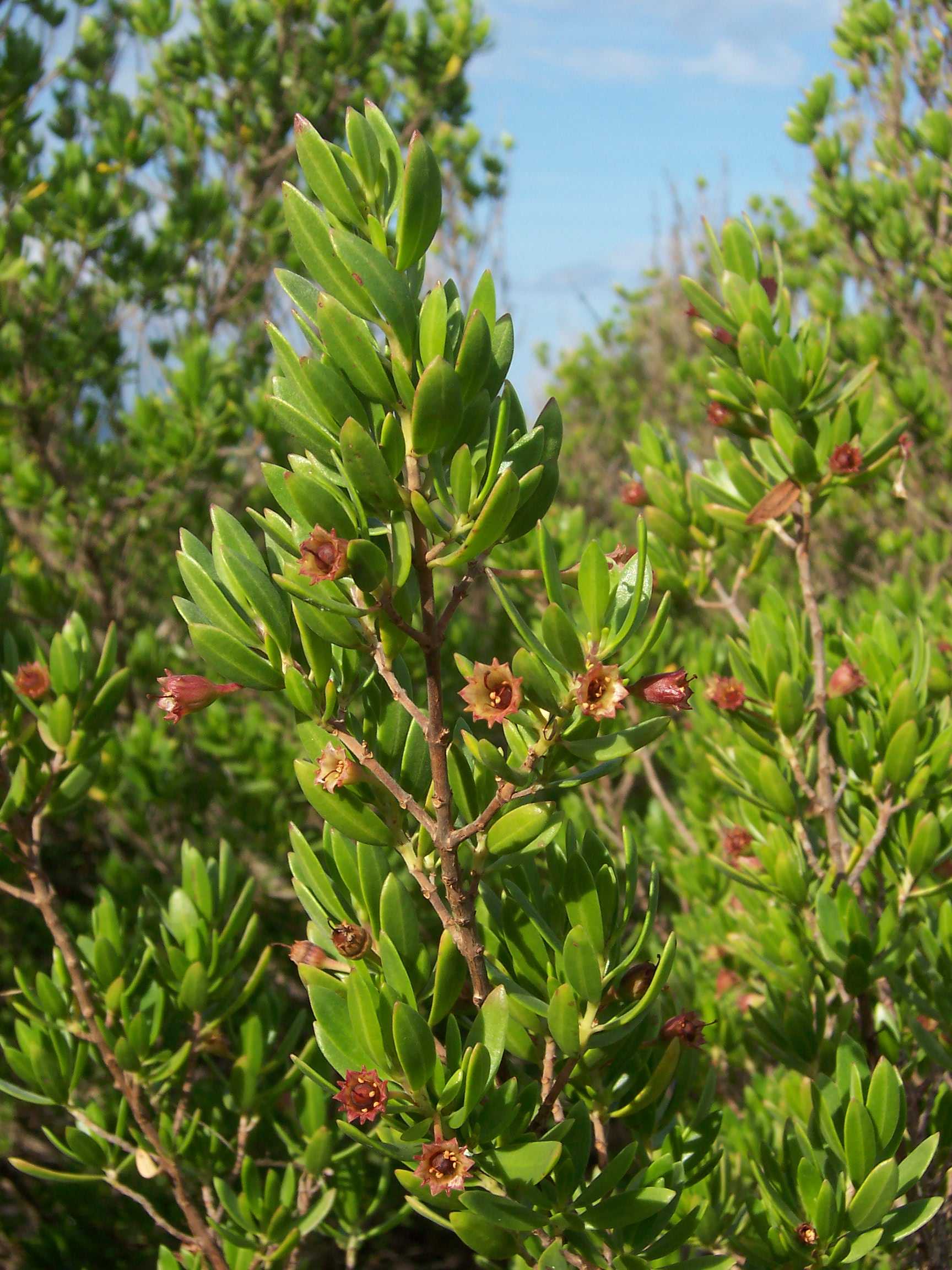
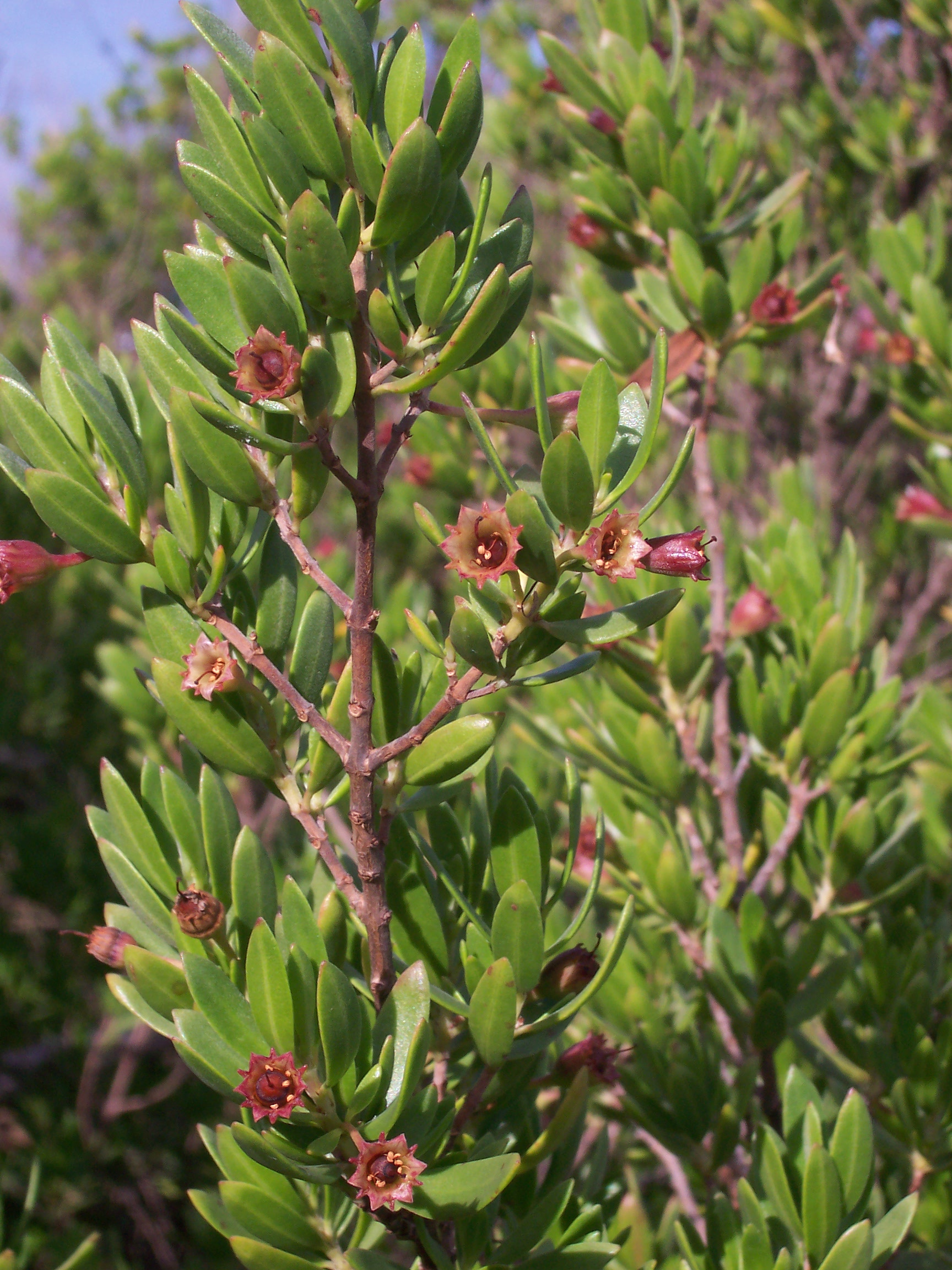